# 炉石传说
《爐石戰記》（香港和台湾旧译，中国大陆旧译）是暴雪娱乐發行的一款集换式卡片游戏。由暴雪员工Rob Pardo在2013年3月的PAX 2013公布。游戏在2013年夏进入Beta测试。2014年1月24日进入公测阶段。2014年3月13日，欧、亚、美三个服务器正式运营，中国服务器也于3月15日正式營運。2023年1月24日0时，包括其在內的暴雪系列遊戲在中國大陸市場正式終止運營。次年7月，官方宣布炉石传说中国服务器计划于9月25日再度开始运营。
该游戏是一款免费游戏，故事背景基于魔兽系列的世界观，玩家可以另行購買卡牌包。游戏将首先在PC与苹果电脑平台发售，已推出iOS和Android手機及平板电脑版本，并且可能在发布之后延伸到其他平台。游戏发布时包含300张卡片，额外卡牌包可通过游戏内获取，或者以每包1美元的价格购买。但在网易代理的国服中，由于中国当地法律法规的限制，充值机制改为购买奥术之尘送卡牌包的形式。每一个卡牌包内有五张对应拓展包的随机卡片，包括至少一张“精良卡片”（稀有／蓝色品质）。玩家可以选择十一種職業“英雄”作为主角，类似魔兽世界中的职业。游戏通过暴雪的战网进行，大多數比赛模式基于传统的1v1方式（英雄戰場模式為每回合換對手），玩家之間無法交易卡牌。

## 遊戲方式

### 基本規則
每一場「爐石戰記」都是1vs1採取輪流回合制。正常情況下玩家在輪到他的回合會抽一張卡片，並且根據手上的牌來決定要召喚手下、裝備武器或者是施放法術等行為來應戰。一場遊戲可能會有兩名玩家，抑或是一名玩家一名電腦，又或者是两名玩家和一名電腦。

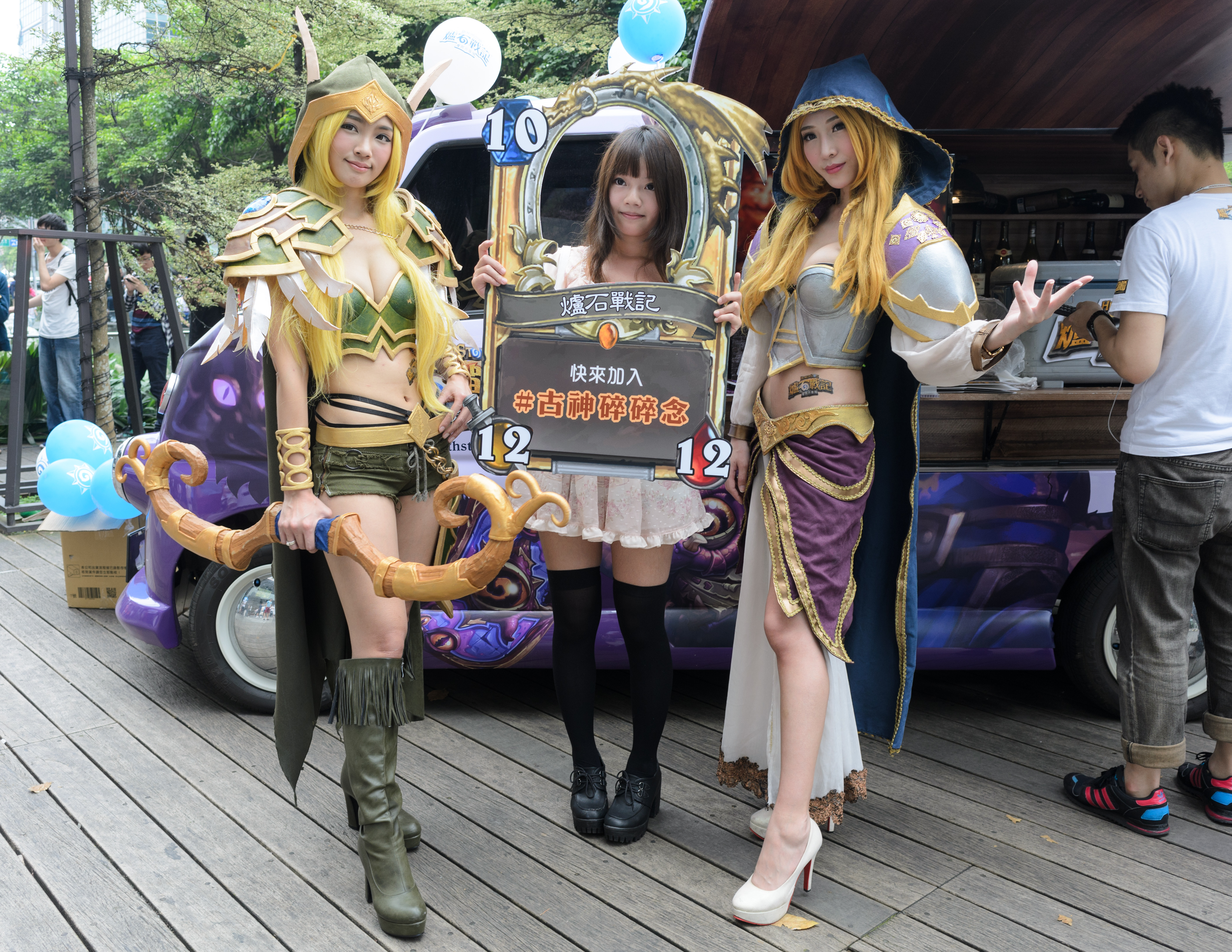
2016年於台北街頭的活動

每名玩家都會選擇一名英雄在一场游戏中代表他們，而這些英雄都是魔獸世界中的重要角色。不同的英雄會代表不同的職業，同時這些職業會擁有專屬於該職業的特殊套牌以及各具特色的英雄能力。每場遊戲的英雄都擁有三十點生命值；一旦玩家的英雄生命值歸零或變成負值，或此玩家選擇投降，就代表這名玩家輸了這場遊戲。目前，爐石传说總共擁有十一個職業。
在每個回合的開始，玩家將會從他們的牌库中抽一張卡，而這些牌库必須在開始遊戲前就建構好並且恰好三十張。玩家可以選擇使用預設的牌库或者自訂牌库來進行遊戲。當玩家擁有大量該職業的特殊卡牌時，將更能夠體認到遊戲中各職業的獨特魅力以及可能性。
在輪到該玩家的回合時，玩家將可以選擇要打出卡牌、使用英雄技能、命令随从攻擊，或者當他的英雄有攻击力時，也可以讓英雄自己進行攻擊；當然，也可以什麼都不做便結束回合。然而，若要出牌或者使用英雄能力，必須花費一定的等同於該張牌左上角數字的法力水晶。在遊戲的一開始雙方玩家都會擁有一顆法力水晶，並且接下來逐回合增加一顆，直到擁有十顆。通常耗費較多法力水晶的牌也會擁有較強大的力量，例如較強壯的手下或者是較高傷害的法術牌。
當其中一名玩家輸掉的時候（有時雙方會平局），就代表該局遊戲結束了。一局遊戲結束將會讓雙方都獲得經驗值（獲勝方會獲得較多），並且在提升至某些等級時將會獲得一些基本牌作為獎勵。
平局可能是因为群体伤害让双方死亡，二是对局60回合系统判定双方落败。竞技场内的平局不算失败。
每場戰鬥都將在一個隨機的牌桌背景上進行，這些背景取材於魔獸世界中的著名場景，諸如：荊棘谷、潘達利亞、暴風城、納克薩瑪斯、黑石山以及銀白聯賽等。玩家也可以在遊戲中藉由點擊特定與牌桌四周的景物互動。

### 遊戲模式
目前炉石传说可分为玩家对战和单机模式两种模式，玩家对战又分为标准对战、狂野对战、竞技场、大乱斗和酒馆战棋五种模式。

#### 玩家对战模式
- 對戰模式：用自己组建的套牌与其他玩家对战，通过战网的匹配系统与旗鼓相当（值得一战）的对手进行对战。在对战模式中，玩家每赢得3场比赛，都能获得10金币（每日上限100金幣）。
  - 排名模式：排名模式中，你将通过战胜你的对手来提高你的级别或名次。
    - 排名模式分为50个级别，最低为50级，最高为传说，对战获胜可获得星星进而升级，每次胜利获得1颗星星，连胜3场后从第3场开始每次胜利获得2颗星星，失败一场后重新开始计数，5级至传说没有连胜机制。当玩家位于20、15、10、5级0星或低于20级时，不会扣除星星。在每个赛季结束时，会根据你的名次高低，发给你不同的奖励。每个赛季持续一个月，当新的一个赛季开始时，退后4级并保留相应的星数。比如说如果你上赛季打到了1级3星，那么下个月你就会被重置到5级3星。

  - 休闲模式：无排名的自由对战模式
  - 标准和狂野模式：对战模式中的新模式，在标准模式下，玩家只能使用处于标准模式下的卡牌系列進行對決。而在狂野模式下则可以使用所有卡牌。
    - 标准卡牌包含基本卡牌、经典卡牌和近两年推出的扩展包卡牌。
    - 基本卡牌亦會淘汰，如盜賊的「消失」和牧師的「心靈震爆」，這些卡牌將移至開放模式，加入「荣誉殿堂」。
    - 无论标准模式还是狂野模式，都可以完成每日任务，在排名或休闲模式中与其他玩家对战，好友栏将自动显示最高排名。
    - 玩家将无法再从炉石内部商店购买未包含在標準模式中的冒險篇章和資料片卡牌。只能通过战网官网商城花费實體貨幣购买或者用魔塵來合成它們，即便是原先無法合成的狂野冒險篇章卡牌也可以合成。

- 競技場模式：通过构筑卡牌与其他玩家进行对决的模式。需要花费金币(150金币)或现金购买入场券。当胜利12场或输3场时，玩家将可以打开一个充满奖励的宝箱（奖励包含卡包，金币，魔塵，卡牌等），宝箱的品质由玩家的战绩决定。
  - 构筑卡组过程为：首先选择系统随机提供的三种职业之一，然后在三十轮三张随机卡牌三选一完成构筑卡组[註 1]。
  - 在這個模式中，同種卡片的數量沒有上限。
  - 英雄卡、任务卡、杰爾．暗影斗篷、神奇的威兹班、凶恶的雏龙、精神控制技师、上古看守者、巨齿刀叶、奇偶卡不会出现在选取目标中。
  - 第1、10、20和30次选牌仍然必出一张稀有或更高等级的卡牌。

- 旅店大亂鬥：在特定游戏规则下与玩家对战的模式。大乱斗的特定规则每周四更换，而且每次换规矩时会有两小时打扫场地，禁止进入。（時間依各地區伺服器而定），每周首次胜利可获得一包经典卡包作为奖励。

- ：游戏模式类似于“自走棋”。每局共有8名玩家参与，每回合分别进行1v1对战，且對戰過的對手3回合內不會再對戰（人數剩2人時例外；人數剩奇數人時，科爾蘇嘉徳會代替死亡的玩家對戰，且不觸發死亡英雄的英雄能力）当场上只有最后一位玩家存活时游戏结束。通常情况下前4名玩家会提升排名，而后4名玩家则会降低排名，但当一起游戏的玩家排名相差较大时可能会有例外。

#### 单人游戏模式
- 冒險模式：包含單人模式，讓玩家與電腦控制的對手進行對戰。部分扩展包为冒险模式下的战役，玩家通过购买扩展包解锁战役，并通过打倒战役中的BOSS来解锁卡片。

- 冰封王座模式：第一层玩家会使用吉安娜(台譯：珍娜)被系统杀死（剧情杀）。之后打通冰冠堡垒下层、冰冠堡垒上层，最后达到冰封王座后，需用所有职业打赢boss巫妖王后方可通过本冒险模式。

- 地下城模式：类似其他Roguelike游戏，玩家初始10张卡片，通过一层层闯关，获得战利品（新的能力或卡牌）来强化套牌，最终打倒八个BOSS。地下城模式与其余冒险模式中的战役区别在于引入了随机性，有着更高的重玩价值，推出之后便获得好评。

- 女巫森林模式：与上个模式（地下城冒险）类似，玩家初始10张卡片，通过一层层闯关获得战利品或套牌碎片来强化现有卡牌，最终打到8个BOSS。只是本次冒险只需要四个职业（潜行者、战士、法师、猎人）。当四个职业全部通关后，会解锁最后一个冒险，击杀女巫哈加沙，从而获得通关游戏的凭证（女巫森林卡背），加强了随机性，有着更高的重玩价值和重玩乐趣。

- ：这是炉石传说第一次解残局类个人游戏模式。分为斩杀篇、清场篇、生存篇和镜像篇，玩家在各个篇章中，将使用基础职业对战boss们。打败boss们后将开放玩家与砰砰博士的对战。对战全部完成后，将获得专属卡背，以示奖励。

| 斩杀篇boss | 毒药大师波拉克   | 迈拉-腐泉      | 小学徒斯托米 | 伊莱克特拉-风潮 |
| 清场篇boss | 树木学家德克斯特 | 软泥教授弗洛普 | 恶魔学者迪兰 | 莫瑞甘博士      |
| 生存篇boss | 爆破专家布林娜   | 爆破大师弗拉克 | 格洛顿2000型 | 水晶工匠坎格尔  |
| 镜像篇boss | 实验体           | 星术师阿尔文   | 观星者露娜   | 克隆大师泽里克  |

- 达拉然大冒险：这是暴雪付费冒险的首次回归，在这次冒险模式中，玩家将会扮演大盗去抢劫达拉然，在副本模式中是狗头人版本的“地下城冒险模式”的延申。不仅加入了宝藏数量、boss数量，还加入了类神龛机制和可修改卡组的酒馆，可以自选英雄的技能和随机初始卡组已经像是一个新的游戏了。

| 第一章 | 特殊机制为“钱箱”有一隻怪的亡语會給雙方玩家兩張幸運幣 |
| 第二章 | 特殊机制为“囚笼”會有隨機手下在隨機回合數出現在牌桌上 |
| 第三章 | 特殊机制为“拥挤的街道”只有四個手下格子               |
| 第四章 | 特殊机制为“驚人的惡臭” 全部手下的生命與攻擊交換      |
| 第五章 | 特殊机制为“四场额外的战斗”                           |

- 古墓惊魂：
- 迦拉克隆的觉醒：这次副本回归了送卡牌的机制，玩家可以付费或用金币解锁副本内容通关后将获得一些新卡牌。

### 遊戲功能
观战功能
在《哥哥打地地》資料篇中推出，在好友名單上點擊好友名字旁邊的「觀戰模式」按鈕即可加入觀戰，觀賞你的朋友進行爐石戰記的賽局。若是朋友正在進行排名對戰，而他的對手並不在你的好友名單內，則會看到對手的名字顯示為「未知」。若是朋友正在進行競技場、好友對戰，或是他的對手同時也在你的好友名單內，你將可以看到雙方的名字，同時也可以選擇兩邊都觀戰，這樣你就可以同時看到雙方的手牌。每當有好友開始觀賞你的遊戲時，左下方就會跳出訊息告訴你是哪位好友成為了你的觀眾，旁邊也會顯示目前的觀戰者人數，滑鼠移動到數字上時可以看到所有觀戰者的名字。
套牌借用功能
在女巫森林冒险版本开放时同时推出“套牌借用”功能，在好友对战时，你可以点击下面借用套牌的按钮来借用好友的套牌，这样可以让新手更好的融入游戏中，也能加强好友的关系，推出后颇受好评。

### 職業介绍
爐石戰記共有十一個職業，分别為德鲁伊、牧師、術士、獵人、法師、聖騎士、戰士、盜賊、薩滿、恶魔猎人（中国伺服器译作：恶魔猎手）和死亡骑士。

### 卡牌介绍
卡片是「爐石传说」中最主要的元素。卡牌数量会逐渐增大，未來將藉由副本以及資料片加入更多新奇的卡片。
- 牌组：在除了「競技場」以外的所有模式中，玩家會使用一套共30張卡片的套牌來進行一場戰鬥，而這些卡片全都需要玩家自行去收集。每套套牌中，同名的牌只能放入2張，而同名的传说級卡片只能放入1張。競技場模式則沒有相關限制，但相對的玩家必須重新從系統所隨機給予的職業和卡牌選項中選擇，建構出一套新的套牌。相同點是，無論是怎樣的套牌，它們都將會是進行一場遊戲的關鍵要素，其中的每一張牌都可能在遊戲中派上用場。

- 基本卡牌：中立的基本级卡牌可以在游戏开始时解锁，各个职业的基本级卡牌可以在解锁该职业时解锁10张，当该职业升至10级时可以解锁完剩下的10张。金色的基本级卡牌可以在职业升级时获得。

- 专家卡牌：玩家可以通过打开扩展包、竞技模式、合成模式、冒险模式或一些隐藏任务获得专家级卡牌。专家级卡牌分为白色（普通）、蓝色（稀有）、紫色（史诗）、橙色（传说）四个级别。一个扩展包里有5张专家级卡牌，并且至少有一张为稀有或者更优质的卡牌。新的卡牌意味著玩家將會有更多選擇來建構他們的套牌，並且更有策略性。

- 金卡：類似於許多卡片收集遊戲，爐石戰記也有所謂的「金卡」，一種功能上與普通卡片無異的特殊卡片。金卡擁有獨特的金色邊框、精緻的牌面動畫以及分解時較高的魔塵量。金卡不僅僅可以用來裝飾，某種意義上也可以顯示玩家於遊戲中的成就[11]。

- 合成系统：玩家也可以使用「合成系统」（Crafting system）來自己合成想要的卡片。合成卡片需要「魔塵」（Arcane Dust），而魔塵可以經由分解多餘的卡片或者作為競技場的獎勵或作为排名模式的奖励獲得。合成模式可以理解成作為沒有玩家間交易系統之下的替代系統[8][12]。所有基本级卡牌和部分专家级卡牌[註 2]不能在制作模式中合成。在一个版本退环境后，那么就可以合成当前版本所有的卡牌。可以使用魔塵來獲得卡片的金卡版本。

### 擴展和冒險資料片
- 退環境：為維持遊戲新鮮度、延長遊戲壽命，官方每年約進行三次改版和新卡包上市，標準模式維持最新六季卡包，兩年前的卡牌就會退環境，僅限狂野(開放)模式使用。2016年4月起暴雪實施退環境制度，並以每年四月（當年度全三季卡包中第一季上市）起到次年四月稱為「XX年（以艾澤拉斯的「星座」命名）」：2016年的三季卡包為「海怪年」；2017年的三季卡包為「猛犸年」；2018年的三季卡包為「烏鴉年」；2019年的三季卡包為「巨龍年」；2020年的三季卡包為「鳳凰年」；2021年的三季卡包為「獅鷲年」；2022年的三季卡包為「多頭蛇年」；2023年的三季卡包為「嘯狼年」；2024年的三季卡包為「天馬年」[13]。

## 遊戲發展

### 概念
在最初，遊戲便被設計為僅能在線上遊玩。遊戲畫面開始於玩家開啟一個盒子。在遊戲中，玩家手中的卡牌會顫抖並且移動，而且當高攻击卡牌被打出時會有近於灌籃的震動效果。當攻擊的時候，作為手下的卡牌會向目標衝擊；若是大規模破壞法術，則會震動整個牌桌；當召喚出一隻極其強大的手下時，也會出現看不見的觀眾於一旁的驚嘆声。「爐石戰記」同樣也有可互動棋盘，於其上卡牌可以各種方式展示或遊玩，而且基本上屬於純娛樂性質，對遊戲本身沒有任何影響。

### 設計
「爐石戰記」是一個免費遊戲，其營收來自於玩家對於卡牌包與競技場入場資格的購買。此外，異於其他卡牌遊戲，爐石戰記並沒有卡片交易系統，取而代之的是遊戲讓玩家使用一種被稱為「魔塵」的東西來合成自己想要的卡片。
Blizzard也曾經實驗實行跨平台遊戲，並且成功讓一名使用桌上型電腦的玩家和一名使用iPad的玩家對戰；然而，這並不是最初便有的功能。這個功能在2014年四月被加入遊戲。開發者同時也表示他們正在努力開發「冒險模式」，一個新的單人遊玩模式，在其中玩家的目標是擊敗所謂的「頭目」。冒險模式將會提供新的卡片作為獎勵，每場冒險將會增加20至30張卡片於遊戲中。在未來，遊戲公司也計划加入資料片，包括一百到兩百張的新卡片。
「爐石戰記」目前在四個地理區域提供遊戲：美洲、歐洲、亞洲以及中國。玩家只能與同地區的玩家對戰和交流。雖然說每個玩家大致上會因為其居住地而默認分配到所屬的遊戲地區，但是玩家仍然可以在战网客户端上切換遊戲地區來到其它地區玩遊戲；不過例外的是目前其它地區的玩家無法到中國地區遊玩。然而，玩家在每個地區的遊戲資料會是分開的，而且無法在不同地區間交換卡片、金錢或好友。

### 音效原聲帶
遊戲的音軌由彼得·麥康奈爾製作，而預告片則是由Jason hayes。讀取畫面的背景音樂來自於魔獸争霸II，而魔獸爭霸III人類農民的語音「完工了！」也被放入到遊戲中代表玩家本回合已無任何行動可執行。

## 遊戲發行
最初，「爐石戰記」是在Penny Arcade Expo（一個電玩展覽）中被提到的，被設計給Microsoft Windows、Mac電腦以及iPad遊玩，並且也有提到這個遊戲會於該年釋出。在2013年八月遊戲封測，其中邀請大約一百萬名玩家，並且計畫於於同年十二月進行公測Blizzard 稍後宣布封測預估將繼續到2014年初。Blizzard宣布北美洲的公測將會在2014年1月21日，而歐洲的公測則在隔天，並且於23、24兩日推行至所有地區。
2013年九月，遊戲公司宣布計劃推行遊戲至Android平台以及iPhone，預計於2014下半年推出。同時也宣布在Windows 8推出遊戲的計畫。
遊戲在2014年3月11日被正式推出，於Microsoft Windows以及OS X系統。
在2014年4月2日，遊戲被推行至iPad平台於澳洲、加拿大及紐西蘭等地區。在同年4月16日，iPad版推行至全球，支援iPad 1以外的所有版本。
在2014年12月16日，遊戲被推行至Android平板電腦平台於澳洲、加拿大及紐西蘭等地區。在同年12月17日，Android平板電腦版推行至全球。Android平板系統最低需求，觸控螢幕需6吋或是更大，Android 4.0 或更新版本，以及記憶體1 GB RAM。
在2015年4月15日，遊戲被推行至Android及iOS手機平台，系統最低需求與平板系統相若，手機平台還針對行動裝置特別打造了全新、直覺的使用者界面。

## 相关事件

### 内测休闲刷金事件
2013年内测时期，部分玩家通过在休闲模式通过大量认输使其匹配值下降，最后和其他刷金玩家互相匹配获得胜利。这些玩家还使用类似按键精灵这样的脚本模拟人的鼠标动作进行投降。这类玩家可以在一天内获得几百甚至上千的金币。暴雪官方对这些玩家进行了帐号重置，所有角色等级回至10级，金币和专家级卡牌清零，人民币购买的卡包以等价金币退还。这次事件迫使暴雪将每日通过胜利获得的金币上限改为100。

### 天梯第三赛季互刷胜场事件
2014年上半年，部分玩家及工作室在天梯传说级别操纵大量傀儡帐号，与刷分帐号在深夜、凌晨时段同时进行匹配，通过投降使刷分帐号胜场增加，提高刷分帐号在天梯上的名次。借此以做广告或取得比赛的名额。暴雪官方对六月份（即第三赛季）刷分的玩家作出了永久停封帐号并且禁赛三个月的决定。封停帐户包括当时的斗鱼（已入驻虎牙直播）主播安德罗妮。

### 天梯脚本刷金事件
因为暴雪在2014年3月份时推出了“在天梯用一种职业取得500场胜利便可以获得该职业的金头像”活动，所以2014年4月开始，陆续有玩家使用脚本在天梯低段位进行刷金币、金头像、等级，这种脚本仍然使用类似按键精灵的软件进行工作。与内测刷金不同的是，这种脚本可以通过不断地点击卡牌和佔场完成出牌和进行战斗的动作。最初的脚本只会简单地出牌和攻击敌方英雄，并不会识别“嘲讽”（即吸引火力）的随从，而且在对手非正常结束回合（即耗尽时间强制结束回合）后会罢工。并且这种脚本不会主动结束回合，深受玩家痛恨。
5月份时，脚本得到了升级，可以主动结束回合、识别嘲讽随从，并且在对手回合仍然进行点击避免罢工。但仍然不具备人工智能。这时使用的玩家已大大增加，极度影响了天梯低层环境。
6月份时，脚本玩家仍然在上涨，淘宝网等购物网站出现了出售脚本、代刷金币、出售经过脚本刷金的帐号。金头像帐号开始贬值。但此时正处于天梯刷分事件，所以暴雪并没有对脚本进行处理。
7月份时，在欧洲出现了具有智能出牌的脚本，AI智商超过游戏内的电脑AI，据传有脚本上过传说。但玩家仍然大量使用5月份的脚本。与此同时，暴雪宣布对脚本开始观察跟进。
8月份时，暴雪封停了部分脚本玩家，但仍然有其他玩家继续使用脚本。
10月底，大部分脚本帐号被封停3个月，但仍有少量脚本仍在运行。

### 易信送卡包事件
2014年9月5日晚上，百度贴吧的用户发贴说收到网易发的一封“老玩家回归”邮件，内容为：9月30日前打通NAXX第一区，用易信通知炉石传说公众号便可以获得5个专家级扩展包；用人民币打包购买剩下的4区，也用易信通知炉石传说公众号可以获得另外7个专家级扩展包。网易官方表示目前只有收到该邮件的玩家才可以领取这些卡包，但实际上没收到邮件的部分玩家在9月5日晚上参加了这个活动后，也领取到了这些卡包。
9月6日晚上，部分百度贴吧的用户开始声讨网易的广告行为，他们宣称这是易信骗下载量，并要到全国文化市场举报网站举报。但这些用户大部分只是借此借口赚取更多的“贴吧经验”。
9月7日上午，易信的app store评分出现了大量的1星评价，评分直降至1.5分。
9月7日下午，网易官方宣布这次易信送卡包活动提前结束，但是将会对提交申请而没发到的玩家进行补发。

### 标准模式上线与退环境事件
暴雪在2016年4月26日启用了“标准模式”，使用“退环境”的形式开始将一些过去的扩展列入“狂野模式”，并在活动安排中暗示了狂野模式并没有像标准模式一样受到重视，导致了玩家间产生了不满情绪并逐渐膨胀。一年后，在第二次退环境时，暴雪开始将一些经典卡牌移出标准模式，此举被指违背其之前经典卡牌不会退环境的承诺，再次引发玩家群体的不满。

### 中国区服务器回档事件
2017年1月14日15点20分，爐石戰記中国区服务器因供电发生意外，导致数据损坏。由于备份数据库也因此出现故障，官方虽在之后几天紧急抢修但未能成功，1月17凌晨1点，服务器开始维护，直至1月18日18点重新开放服务器。因维护时间超过30个小时，此次服务器维护引起广大玩家议论。
18日，官方发布声明，称已采取各种措施希望恢复游戏数据，但均以失败告终。最终决定将所有游戏数据回档至事故发生前状态（即2017年1月14日15点20分）。
19日，为补偿受到影响的玩家，官方发布补偿公告，向所有曾经在2017年1月18日18时之前登录过爐石戰記中国区服务器的玩家，发放1000游戏金币与15个卡牌包，并复原现金充值与消费记录。

### 卡片外觀“和諧”事件
2019年7月，暴雪官方為該年度第二季卡包《奧丹姆守護者》暖身，順便藉由小改版重新繪製了八張卡片的外觀，跟先前版本相比，某些女性角色形象的穿著更加保守、部分血腥效果也被移除，例如「魅魔」變成了「惡魔潛獵者」。此舉造成玩家對暴雪的舉措表達強烈不滿，懷疑暴雪為了配合中國審查制度而「和諧」卡片外觀，甚至全球一體適用。但暴雪官方表示，卡片外觀並不是為了配合中國審查制度，而是為了配合本遊戲的美術風格一致性，但玩家對暴雪的措辭不敢苟同。

### 取消大師職業賽選手資格
2019年10月，香港爐石戰記選手Blitzchung「聰哥」（本名吴伟聪）於亞太區大師職業賽接受賽後採訪時，高呼「光復香港，時代革命」。10月8日，暴雪爐石戰記官網以違反賽事規章為由，剝奪Blitzchung十二個月比賽資格，自大師職業賽除名，並取消其於第二賽季所獲之獎金，以及終止與當日兩位賽事評論員之合作。
10月12日，暴雪娱乐就此回应“处罚流程有不足之处，回应太过急促”，同时指出Blitzchung在比赛过程中并没有逾矩，决定减轻对该选手的处罚，将向其重新发放早前没收的奖金，并将禁赛期由一年缩短至半年，而该选手可决定是否继续与暴雪合作。至于当日的賽事評論員处罚，则由原本的永久封杀，改为半年内禁止合作。且表明此次裁決與中國無關，Blitzchung表達的觀點與並不是做出這項決策的因素。
而兩位主播賽評「Virtual-偷米」以及「易先生 宅人生」先後也於Facebook 發出聲明，前者「今後我將不再參與任何暴雪遊戲的轉播」「今後我不會再玩任何暴雪的遊戲」。而後者「在爐石戰記六個月的禁播結束後不會主動再去播官方的賽事」。Blitzchung向法新社表示，對被被禁賽不感意外，並不後悔自己的言論。
11 月 1 日，暴雪主席布拉克在暴雪嘉年華上道歉，表示對近日的事件處理不當，未有做到公司一直以來訂立的原則「重視每一個聲音」及「思維全球化」。也太遲與粉絲對話，結果令事情變得更惡劣。有人認為他意識到當初懲罰「聰哥」的做法太倉卒，但他的道歉只是一種公關手段。

### 网之易关于暴雪游戏产品运营到期的重要公告
由于网之易与合作方暴雪娱乐的协议期限即将届满，在中国大陆地区由上海网之易网络科技发展有限公司所运营的《魔兽世界》《炉石传说》《守望先锋》《暗黑破坏神III》《星际争霸II》《魔兽争霸III：重制版》《风暴英雄》，将于2023年1月24日0时终止运营。
2024年4月10日，网易游戏官方微博宣布，网易与暴雪娱乐更新了游戏发行协议，暴雪旗下游戏将在今年夏季重返中国大陆市场。同时也提及网易将与暴雪娱乐的母公司微软游戏展开更广泛合作。
7月28日，《炉石传说》执行制作人Nathan Lyons-Smith在ChinaJoy暴雪展台上宣布：《炉石传说》国服将于9月25日回归，中国服务器的玩家也将获得炉石传说历史上前所未有的回归补偿。

### 中国玩家禁赛
受网之易协议到期影响，暴雪禁止了中国大陆玩家参加《炉石传说》赛事。由于该游戏参加2023年亚运会，有评论指出这也是首个东道主被禁赛的项目。2023年3月，亚洲奥林匹克理事会取消了该项目。

## 評價

### 媒體評論
| 汇总媒体     | 得分                     |
| ------------ | ------------------------ |
| GameRankings | (PC) 87.57% (iOS) 92.50% |
| Metacritic   | (PC) 88/100 (iOS) 93/100 |

| 媒体          | 得分   |
| ------------- | ------ |
| Eurogamer     | 10/10  |
| Game Informer | 9/10   |
| GameSpot      | 8/10   |
| IGN           | 9/10   |
| PC Gamer美国  | 80/100 |

遊戲在推出後普遍獲得好評，遊戲評價網站GameRankings和Metacritic分別給予了87.57%及88的高分，稱讚者認為此遊戲簡單且節奏宜人，同時在許多細節也多有著墨，而批評也指出缺乏卡片交易機制為一大缺點。而Eurogamer則給出滿分10分，認為這是暴雪的精心巨作，在遊戲中就像是在一個奇幻的世界當中，而且擁有十分活躍的社群，更重要的是將暴雪娛樂的遊戲帶入新的領域－iPad以及相關版本。評論網站IGN以及電玩月刊Game Informer則都給了9分，認為此遊戲免費遊玩、規則簡單卻戰略性十足。而GameSpot認為遊戲缺乏長期的發展性而給出8分。
而app store卻只有2.9顆星 很明顯需要多做改進。

### 獲獎
福布斯授予炉石2013年度最佳数字纸牌游戏。
在2014遊戲大獎中榮獲最佳移動裝置遊戲，英國遊戲學院獎獲得年度最佳多人遊戲獎。
2014年巴哈姆特大賞中，《炉石传说》以10%獲票率拿下銅賞，僅次於英雄聯盟（34%）及戰地之王（A.V.A.）（10%），2015年更以18%獲票率擊敗A.V.A.戰地之王獲得銀賞。